# Битка код Ла Албуере
Битка код Албуера одиграла се 16. маја 1811. године. Део је Шпанског рата за независност и Наполеонових ратова.

## Битка
Британски генерал Вилијам Беризфорд са 32.000 људи (15.000 Шпанаца, 10.000 Португалаца и 7.000 Британаца) потукао је француске снаге (23.000 људи и 40 топова) под командом маршала Жана де Султа када је покушао да деблокира Бадахоз који је Беризфорд опсео. Поуздавши се у надмоћност својих трупа, Султ је предузео смели напад на десни бок савезничког одбрамбеног распореда и био је већ на дохвату потпуног успеха када је британска 4. дивизија противнападом одбацила његове трупе на десну обалу Албуера. Упркос постигнутом успеху, генерал Велингтон је сменио Беризфорда јер је изгубио половину британског ефектива. Заменио га је Роланд Хил.